# Palle Jensen
Palle Jensen, danski rokometaš, * 8. januar 1953, Sønderborg.
Leta 1976 je na poletnih olimpijskih igrah v Montrealu v sestavi danske rokometne reprezentance osvojil osmo mesto. Čez štiri leta je z reprezentanco osvojil 9. mesto.